# 首里幼女誘拐殺人事件
首里幼女誘拐殺人事件（しゅりようじょゆうかいさつじんじけん）とは、1964年7月21日にアメリカ占領下の沖縄の那覇市で発生した誘拐殺人事件。

## 事件の概要
1964年7月21日未明、那覇市首里崎山町の住宅街において就寝中の幼女（5歳）が誘拐され、同日午前10時半に園比屋武御嶽で遺体で発見された。
遺留品として自宅から約150m離れたところから幼女が身に着けていたショートパンツと下着が発見され、遺体発見現場近くには犯人のものと思われる下着と下駄が発見された。

## 捜査
琉球警察は、土地鑑のある変質者による犯行として捜査を進めた。当日、犯行現場近くで二人組の男がうろついていたという住民からの情報を入手し、早速その2人を取り調べたが、2人はシロであった。しかし2人は遺留品の下駄を見て、犯行前日に犯人と思われる男と酒を飲んでいたことを証言した。この証言から警察は近所に住む男（27歳）を逮捕した。
犯人は以前にも婦女暴行を起こした性犯罪の常習犯で、2ヶ月前に出所したばかりであった。
犯行前日、犯人は取り調べられた2人と一緒に酒を酌み交わした。2人が帰った後に、以前に夜這いをかけたことがあった被害者宅に侵入し幼女を誘拐した。しかし、幼女が泣き出したので首を絞めて殺害し、園比屋武御嶽で性器を刃物で抉り取って屍姦した後、放置したという。

## 裁判と犯人の自殺
中央巡回裁判所で初公判が開かれ、犯人は起訴事実を認めた。しかし弁護側より精神鑑定が請求されたため、公判を一旦中断して精神鑑定をすることになった。
1965年3月10日、犯人は沖縄刑務所で首吊り自殺を遂げ、裁判は被告死亡で公訴棄却となった。